# مدیریت یکپارچه آفات

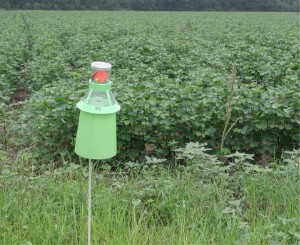
تله سرخرطومی غوزه در مدیریت تلفیقی آفات در مزرعه پنبه (منینگ، کارولینای جنوبی).

مدیریت یکپارچه آفات (IPM) یا مبارزه تلفیقی با آفات و بیماری‌های گیاهی (IPC)، یک رویکرد گسترده‌است که شیوه‌های کنترل اقتصادی آفات را ادغام می‌کند. هدف IPM سرکوب جمعیت آفات زیر سطح آسیب اقتصادی است. سازمان خواربار و کشاورزی ملل متحد، IPM را اینگونه تعریف می‌کند: «درنظر گرفتن دقیق تمام تکنیک‌های موجود کنترل آفات و به‌کارگیری روش‌های مناسب با یکدیگر که مانع از توسعه جمعیت آفات می‌شود و آفت‌کش‌ها و سایر مداخلات را در سطوحی نگه‌می‌دارد که توجیه اقتصادی داشته‌باشد و خطرات سلامت انسان و محیط زیست را کاهش دهد یا به حداقل برساند. مبارزه تلفیقی بر رشد یک محصول سالم با کمترین اختلال ممکن در اکوسیستم‌های کشاورزی تأکید دارد و مکانیسم‌های طبیعی کنترل آفات را تشویق می‌کند.» حشره‌شناسان و بوم‌شناسان از دهه ۱۹۷۰ بر تلفیق روش‌های کنترل آفات (IPM) پافشاری کرده‌اند.
مبارزه تلفیقی همچنین می‌تواند از معرفی و گسترش گونه‌های مهاجم پیشگیری‌کرده و سبب کاهش خطرات و هزینه‌ها و به حداکثر رساندن منافع شود.

## تاریخچه
اندکی پس از جنگ جهانی دوم، زمانی که حشره‌کش‌های مصنوعی به‌طور گسترده در دسترس قرارگرفتند، حشره‌شناسان در کالیفرنیا و در کمربند پنبه‌ای ایالات متحده مفهوم «کنترل تحت نظارت حشرات» را توسعه دادند. بر پایه این طرح، کنترل حشرات بایستی توسط حشره‌شناسان واجد شرایط «نظارت» شده و کاربرد آنها بر اساس نتایج حاصل از پایش دوره‌ای جمعیت آفات و دشمنان طبیعی باشد. این روش کنترل نظارت‌شده باید جایگزین سمپاشی تقویمی شود تا از خطرات بکاهد.
از لحاظ تاریخی، تمرکز اصلی برنامه‌های IPM بر حشرات آفت کشاورزی بود. برنامه‌های IPM اکنون برای مبارزه با بیماری‌ها، علف‌های هرز و آفات خارج از زمینهٔ کشاورزی مانند سازه‌های مسکونی و تجاری، چمن‌زارها و مناطق طبیعی توسعه یافته‌اند. مدل‌های پیش‌بینی ابزار مناسبی برای پشتیبانی از اجرای برنامه‌های IPM هستند.
کنترل‌های شیمیایی تنها زمانی اعمال می‌شود که پایش‌های منظم نشان دهند که جمعیت آفت به سطحی رسیده‌است (آستانه اقتصادی) که برای جلوگیری از رسیدن جمعیت به سطح آسیب اقتصادی نیاز به درمان دارد، در این زمان خسارت اقتصادی از هزینه‌های مبارزه بیشتر است.
مفهوم IPM بتدریج گسترش یافت و کنترل تلفیقی را به تمام طبقات آفات بسط داد به طوری که به‌کارگیری کنترل‌هایی مانند آفت‌کش‌ها باید با روشهای مبارزه برای همه کلاس‌های آفات سازگار باشد. تاکتیک‌های دیگر مانند انتخاب گیاهان مقاوم به آفات و بیماری‌ها و روشهای درست کشاورزی، بخشی از چارچوب IPM شدند. IPM تخصص حشره شناسان، گیاه پزشکان، نماتولوژیستها و دانشمندان علف‌های هرز را ترکیب کرد.
در سال ۱۹۹۷، پری ادکیسون و ری اف اسمیت جایزه جهانی غذا را برای تشویق به استفاده از IPM دریافت کردند.

## کاربردها
از مبارزه تلفیقی در کشاورزی، باغبانی، جنگل‌داری، سکونت‌گاه‌های انسانی، حفاظت و مرمت میراث‌های فرهنگی و کنترل عمومی آفات، از جمله آفات ساختاری، آفات چمن‌زار و گیاهان زینتی استفاده می‌شود.

## اصول
بطورکلی سیستم مبارزه تلفیقی (IPM) بر شش جزء اساسی طراحی شده‌است:
- سطح قابل قبول آفت - تأکید بر کنترل است، نه ریشه کنی. باید پذیرفت که از بین بردن کل جمعیت آفت اغلب غیرممکن یا بسیار گران و ناامن است. در برنامه مبارزه تلفیقی ابتدا سطح قابل قبول آفات، به نام «آستانه عمل» معین می‌شود و در صورت عبور از این آستانه، کنترل لازم شروع می‌شود. این آستانه‌ها ویژه آفات و مکان هستند، به این معنی که ممکن است در یک جا وجود علف هرزی مانند شبدر سفید قابل قبول باشد، اما در محل دیگر نه. اجازه دادن به جمعیت آفت برای زنده ماندن در یک آستانه کم و قابل قبول، فشار انتخاب را کم می‌کند. این امر سرعت ایجاد مقاومت در یک آفت را کاهش می‌دهد، زیرا اگر تقریباً تمام آفات از بین بروند، آنهایی که مقاومت دارند، پایه ژنتیکی جمعیت آینده را فراهم می‌کنند. حفظ تعداد قابل توجهی از نمونه‌های غیر مقاوم، شیوع هرگونه ژن مقاومی را که ظاهر می‌شود کاهش می‌دهد. به‌طور مشابه، استفاده مکرر از یک روش کنترل باعث ایجاد جمعیت آفاتی می‌شود که نسبت به آن روش مقاوم‌تر هستند، در حالی‌که جایگزینی و استفاده متناوب از چند روش به جلوگیری از مقاومت کمک می‌کند.[۱۰]
- کارهای زراعی پیشگیرانه - انتخاب گونه‌های مناسب برای رشد در محل و رویاندن گیاهان قوی و سالم اولین خط دفاعی است. قرنطینه گیاهی و «تکنیک‌های زراعی» مانند بهداشت محصولات در مرحله بعدی قرار دارند، به عنوان مثال، حذف گیاهان بیمار، و تمیز کردن قیچی‌های هرس برای جلوگیری از گسترش آلودگی‌ها. همچنین می‌توان قارچ‌ها و باکتری‌های مفید به مخلوط کشت گلدانها و محصولات باغی آسیب‌پذیر به بیماری‌های ریشه اضافه کرد تا نیاز به قارچ‌کش‌ها را تا حد زیادی کاهش دهند.[نیازمند منبع]
- نظارت و پایش - مشاهده منظم بسیار مهم است. مشاهده به بازرسی و شناسایی تقسیم می‌شود. [۱۱] بازرسی شامل استفاده از تله حشرات و هاگ، و روش‌های دیگر برای نظارت بر سطوح آفت است. ثبت سوابق ضروری است، همان‌طور که آگاهی کامل از رفتار آفت و چرخه‌های تولیدمثلی لازم است. از آنجایی که حشرات خونسرد هستند، رشد فیزیکی آنها به دمای منطقه بستگی دارد. چرخه‌های رشد بسیاری از حشرات بر حسب روز درجه مدل‌سازی شده‌است. محاسبه روز درجه هر محیط، زمان بهینه را برای شیوع یک حشره خاص تعیین می‌کند. پاتوژن‌های گیاهی از الگوهای مشابهی در واکنش به آب‌وهوا و فصل پیروی می‌کنند.
- کنترل مکانیکی - اگر آفت به سطح غیرقابل قبولی برسد، روش‌های مکانیکی اولین گزینه هستند. آنها شامل دستچینی ساده، ایجاد مانع، استفاده از تله یا جاروبرقی و خاک ورزی برای ایجاد اختلال در تولیدمثل هستند.
- کنترل‌ بیولوژیکی - فرایندها و مواد بیولوژیکی طبیعی می‌توانند کنترلی قابل قبول با اثرات زیست‌محیطی مناسب و اغلب هزینه‌ای کمتر فراهم کنند. رویکرد اصلی ترویج حشرات مفیدی است که آفات را می‌خورند یا آنها را پارازیته می‌کنند. به عنوان مثال یک سن شکارگر از یک کنه آفت گیاهی تغذیه می‌کند و با کاهش جمعیت کنه ها، خسارت به گیاه به طور چشمگیری کاهش پیدا می‌کند. حشره‌کش‌های بیولوژیکی، مشتق شده از میکروارگانیسم‌های طبیعی (مانند Bt، قارچ‌ها ونماتدهای حشره‌خوار)، نیز در این دسته قرار می‌گیرند.
- استفاده مسئولانه - آفت‌کش‌های مصنوعی در صورت نیاز و اغلب فقط در زمان‌های خاص در چرخهٔ زندگی آفت استفاده می‌شوند. کاربرد آفت‌کش‌ها باید به اهداف مورد نظر برسد. تطبیق روش کاربرد با محصول، آفت و آفت‌کش بسیار مهم است. آفت‌کش‌ها را می‌توان بر اساس شیوهٔ عملکردشان طبقه‌بندی کرد. «تناوب شیمیائی» یا استفاده از سمومی با شیوهٔ عمل متفاوت، احتمال بروز مقاومت در برابر آفت‌کش‌ها را به حداقل می‌رساند.[۱۲]